# Складна черепаха Адансона
Скла́дна черепаха Адансона (Pelusios adansonii) — вид черепах з роду Складні черепахи родини Пеломедузові черепахи. Отримала назву на честь французького натураліста Мішеля Адансона. Інша назва «білогруда скла́дна черепаха».

## Опис
Загальна довжина карапаксу досягає 18,5 см. Голова середнього розміру, помірно широка. Карапакс куполоподібний, трохи опуклий. Кіль на спині не дуже розвинений. Карапакс не має потиличного щитка. Перетинка поміж карапаксом й пластрон розвинена не повністю, що не дозволяє черепасі до кінця зачинятися у панцирі. Пластрон містить шарнір між грудним і черевними щитками. Задні лапи мають ребристість, на пальцях по 5 кігтів.
Голова темно-коричнева або сірувато-коричнева, строката у задній частині з жовтими або жовто-коричневими цяточками. Колір нижньої поверхні нижньої щелепи й шиї блідо-жовтий. Колір шиї, кінцівок, хвоста сірого або сірувато-коричневого кольору. Карапакс коричневого кольору. Пластрон й перетинка блідо-жовті або жовто-коричневі. Пластрон має асиметрично розташовані темні плями.

## Спосіб життя
Полюбляє вологі ділянки саван по краю дощового лісу. Харчується личинками комах, молюсками, дрібними тваринами, рибою.
Самиця відкладає від 5 до 9 яєць. За температури 29-30 °C інкубаційний період триває 60-70 днів.

## Розповсюдження
Мешкає в Африці: від Білого Нілу у Судані та Південному Судані через Чад, Камерун і Нігерію до Ліберії, Беніну, Сенегалу, Гамбії. Зустрічається також на Кабо-Верде, у Малі, Мавританії, Ефіопії, Нігері.